# Fußball-Weltmeisterschaft der Frauen 2019/Schottland
Dieser Artikel behandelt die schottische Fußballnationalmannschaft der Frauen bei der Fußball-Weltmeisterschaft der Frauen 2019 in Frankreich. Schottland nahm zum ersten Mal an der Endrunde teil und war einziger europäischer Neuling in Frankreich. Die Schottinnen schieden nach zwei Niederlagen und einem Last-Minute-Remis gegen Argentinien als Gruppenletzte und einzige europäische Mannschaft nach der Gruppenphase aus.

## Qualifikation
Nach der ersten Teilnahme an einer EM-Endrunde hatte Nationaltrainerin Anna Signeul – wie bereits vorher angekündigt – die britische Insel verlassen und wurde Nationaltrainerin in Finnland. Zudem hatten Rekordnationalspielerin und Welt-Rekordtorhüterin Gemma Fay sowie Ifeoma Dieke und Leanne Ross, die auch über 100 Spiele bestritten hatten, ihre Karriere beendet. Neue Nationaltrainerin wurde die 59-malige Nationalspielerin Shelley Kerr. Gegner in der Qualifikation waren erstmals Albanien sowie Polen, die Schweiz und Belarus. Der Gruppensieger würde sich direkt qualifizieren, der Gruppenzweite wäre für die Playoffspiele um einen weiteren WM-Startplatz qualifiziert, wenn er einer der vier besten Gruppenzweiten wäre.
Die schottische Mannschaft traf im ersten Spiel auf Belarus und gewann in Minsk nach 0:1-Rückstand mit 2:1. Im ersten Heimspiel der Qualifikation wurde Albanien fünf Tage später mit 5:0 bezwungen. Es folgte im April 2018 die erste Niederlage überhaupt gegen die Schweiz (0:1) und wiederum fünf Tage später ein 3:0 gegen Polen, wobei die Tore allerdings erst nach einer gelb-roten Karte für eine polnische Spielerin fielen. Im Juni gab es zwei knappe Siege gegen Belarus (2:1) und in Polen (3:2), wobei die Schottinnen jeweils einen Rückstand noch in einen Sieg verwandeln konnten – gegen die Polinnen sogar einen 0:2-Rückstand. Dann kam es zum entscheidenden Spiel gegen die Schweiz, die bis dahin alle Spiele gewonnen hatte. Um noch an den Schweizerinnen vorbeizuziehen, benötigten die Schottinnen mindestens ein 2:0 um den direkten Vergleich zu gewinnen, da die Schweizerinnen die bessere Gesamttordifferenz hatten und erwartet wurde, dass beide am letzten Spieltag in Polen bzw. Albanien gewinnen würden. Erin Cuthbert brachte ihre Mannschaft auch bereits in der zweiten Minute in Führung und Kim Little erhöhte vier Minuten später mit ihrem 50. Länderspieltor auf 2:0. Aber bereits eine Minute später konnte die Schweiz den Anschlusstreffer erzielen. Dabei blieb es, womit die Schweizerinnen aufgrund der Auswärtstorregel den direkten Vergleich gewonnen hatten und weiterhin auf Platz 1 der Tabelle standen. Damit waren die Schottinnen auf polnische Schützenhilfe am letzten Spieltag angewiesen und mussten natürlich in Albanien gewinnen. Little brachte ihre Mannschaft zwar bereits in der 9. Minute in Führung, quasi mit dem Pausenpfiff gelang den Albanerinnen aber der Ausgleich. Jane Ross gelang dann in der 68. Minute der entscheidende Treffer und da die Schweiz in Polen nur zu einem torlosen Remis kam, zogen die Schottinnen noch an ihr vorbei und qualifizierten sich erstmals für eine WM-Endrunde. Die Schweizerinnen setzten sich zwar in den Playoffs der vier besten Gruppenzweiten zunächst im Halbfinale gegen Belgien durch, scheiterten im Finale aber an Europameister Niederlande.
Insgesamt wurden 22 Spielerinnen eingesetzt, von denen 16 schon im Kader der EM gestanden hatten, aber nur 14 von ihnen auch dort eingesetzt wurden. Sieben Spielerinnen machten alle acht Spiele mit, darunter die neue Stammtorhüterin Lee Alexander. Die meisten Tore für die schottische Mannschaft erzielten Erin Cuthbert und Jane Ross (je 4). Insgesamt trafen sieben schottische Spielerinnen in der Qualifikation ins Tor. Zudem profitierte die Mannschaft von zwei Eigentoren gegnerischer Spielerinnen, verursachte aber auch selber ein Eigentor. Zwei Spielerinnen (Fiona Brown und Zoe Ness) gelangen in der Qualifikation ihre ersten Länderspieltore.
| Pl. | Land       | Sp. | S | U | N | Tore    | Diff. | Punkte |
| --- | ---------- | --- | - | - | - | ------- | ----- | ------ |
| 1.  | Schottland | 8   | 7 | 0 | 1 | 019:700 | +12   | 21     |
| 2.  | Schweiz    | 8   | 6 | 1 | 1 | 021:500 | +16   | 19     |
| 3.  | Polen      | 8   | 3 | 2 | 3 | 016:120 | +4    | 11     |
| 4.  | Albanien   | 8   | 1 | 1 | 6 | 006:220 | −16   | 04     |
| 5.  | Belarus    | 8   | 1 | 0 | 7 | 005:210 | −16   | 03     |

| 19.10.2017 | Minsk        | Belarus    | – | Schottland | 1:2 (1:1) | Ross, Kosjupa (Eigentor); Kharlanova           |
| 24.10.2017 | Paisley      | Schottland | – | Albanien   | 5:0 (2:0) | Brown, Emslie, Evans, Ross, Begolli (Eigentor) |
| 05.04.2018 | Schaffhausen | Schweiz    | – | Schottland | 1:0 (1:0) | Dickenmann                                     |
| 10.04.2018 | Paisley      | Schottland | – | Polen      | 3:0 (0:0) | Cuthbert, Emslie, Ness                         |
| 07.06.2018 | Falkirk      | Schottland | – | Belarus    | 2:1 (1:1) | Cuthbert (2); Olkhovik                         |
| 12.06.2018 | Kielce       | Polen      | – | Schottland | 2:3 (1:0) | Evans, Little, Ross; Jaszek, Howard (Eigentor) |
| 30.08.2018 | Paisley      | Schottland | – | Schweiz    | 2:1 (2:1) | Cuthbert, Little                               |
| 04.09.2018 | Shkodra      | Albanien   | – | Schottland | 1:2 (1:1) | Little, Ross                                   |

## Vorbereitung
Nach der erfolgreichen Qualifikation bestritten die Schottinnen erst ein weiteres Spiel, das in Paisley mit 0:1 gegen Weltmeister USA verloren wurde. Im Januar 2019 verloren die Schottinnen im spanischen Murcia gegen WM-Teilnehmer Norwegen mit 1:3 und Island mit 1:2. Ende Februar/Anfang März nahm Schottland am Algarve-Cup teil, an dem die Schottinnen zuletzt 2002 teilgenommen hatten. Gegner waren nochmals Island und Kanada. Nach einer 0:1-Niederlage gegen die Nordamerikanerinnen gelang durch ein 4:1 die Revanche für die Niederlage im Januar. Als bester Gruppenzweiter trafen die Schottinnen im Spiel um Platz 5 auf Vizeeuropameister Dänemark. Mit 1:0 konnten sie erstmals gegen die Däninnen gewinnen, gegen die es zuvor drei Remis und sechs Niederlagen gegeben hatte. Am 5. April spielten die Schottinnen in San Pedro del Pinatar gegen Chile (1:1) und gewannen am 8. April an gleicher Stätte gegen Brasilien mit 1:0. Am 28. Mai erzielten die Schottinnen in Glasgow ein 3:2 gegen WM-Neuling Jamaika.

## Kader
Am 15. Mai wurde der erste schottische WM-Kader der Frauen benannt.
| Nr. * | Spielerin        | Geburts- datum | Debüt | Verein **               | Länder- spiele *** | Länder- spieltore *** | Letzter Einsatz | WM 2019 | WM 2019 | WM 2019     | WM 2019         | WM 2019    | WM 2019 |
| Nr. * | Spielerin        | Geburts- datum | Debüt | Verein **               | Länder- spiele *** | Länder- spieltore *** | Letzter Einsatz | Sp.     | Tor     | Gelbe Karte | Gelb-Rote Karte | Rote Karte |         |
| Tor | Tor              | Tor            | Tor   | Tor                     | Tor                | Tor                   | Tor             | Tor     | Tor     | Tor         | Tor             | Tor        | Tor     |
| --- | ---------------- | -------------- | ----- | ----------------------- | ------------------ | --------------------- | --------------- | ------- | ------- | ----------- | --------------- | ---------- | ------- |
| 01 | Lee Alexander    | 23.09.1991     | 2017  | Glasgow City LFC        | 017                | 0                     | 28.05.2019      | 3       |         | 1           |                 |            |         |
| 21 | Jenna Fife       | 01.12.1995     | 2018  | Hibernian Edinburgh LFC | 004                | 0                     | 06.03.2019      |         |         |             |                 |            |         |
| 12 | Shannon Lynn     | 22.10.1985     | 2010  | Vittsjö GIK             | 030                | 0                     | 04.03.2019      |         |         |             |                 |            |         |
| Abwehr |                  |                |       |                         |                    |                       |                 |         |         |             |                 |            |         |
| 14 | Chloe Arthur     | 21.01.1995     | 2015  | Birmingham City LFC     | 019                | 0                     | 06.03.2019      | 1       |         |             |                 |            |         |
| 05 | Jennifer Beattie | 13.05.1991     | 2008  | Manchester City WFC     | 124                | 22                    | 28.05.2019      | 3       | 1       | 1           |                 |            |         |
| 04 | Rachel Corsie    | 17.08.1989     | 2009  | Utah Royals FC          | 109                | 16                    | 28.05.2019      | 3       |         | 1           |                 |            |         |
| 03 | Nicola Docherty  | 23.08.1992     | 2011  | Glasgow City LFC        | 019                | 0                     | 28.05.2019      | 2       |         | 1           |                 |            |         |
| 15 | Sophie Howard    | 17.09.1993     | 2017  | Reading FC Women        | 014                | 01                    | 28.05.2019      | 2       |         |             |                 |            |         |
| 07 | Hayley Lauder    | 04.07.1990     | 2010  | Glasgow City LFC        | 099                | 09                    | 28.05.2019      | 1       |         |             |                 |            |         |
| 17 | Joelle Murray    | 07.11.1986     | 2007  | Hibernian Edinburgh LFC | 048                | 01                    | 06.03.2019      |         |         |             |                 |            |         |
| 02 | Kirsty Smith     | 06.01.1994     | 2014  | Manchester United WFC   | 035                | 0                     | 28.05.2019      | 3       |         |             |                 |            |         |
| Mittelfeld |                  |                |       |                         |                    |                       |                 |         |         |             |                 |            |         |
| 23 | Lizzie Arnot     | 01.03.1996     | 2015  | Manchester United WFC   | 026                | 02                    | 28.05.2019      | 2       |         |             |                 |            |         |
| 10 | Leanne Crichton  | 06.08.1987     | 2006  | Glasgow City LFC        | 064                | 03                    | 08.04.2019      |         |         |             |                 |            |         |
| 08 | Kim Little       | 29.06.1990     | 2007  | Arsenal WFC             | 133                | 53                    | 28.05.2019      | 3       | 1       |             |                 |            |         |
| 06 | Joanne Love      | 06.12.1985     | 2002  | Glasgow City LFC        | 191                | 13                    | 08.04.2019      |         |         |             |                 |            |         |
| 16 | Christie Murray  | 03.05.1990     | 2010  | Liverpool FC Women      | 061                | 04                    | 28.05.2019      | 1       |         |             |                 |            |         |
| 09 | Caroline Weir    | 20.06.1995     | 2013  | Manchester City WFC     | 063                | 08                    | 28.05.2019      | 3       |         | 1           |                 |            |         |
| Angriff |                  |                |       |                         |                    |                       |                 |         |         |             |                 |            |         |
| 20 | Fiona Brown      | 31.03.1995     | 2015  | FC Rosengård            | 037                | 02                    | 05.04.2019      | 1       |         |             |                 |            |         |
| 19 | Lana Clelland    | 26.01.1993     | 2012  | AC Florenz              | 025                | 03                    | 28.05.2019      | 1       | 1       |             |                 |            |         |
| 22 | Erin Cuthbert    | 19.07.1998     | 2016  | Chelsea FC Women        | 030                | 10                    | 28.05.2019      | 3       | 1       | 1           |                 |            |         |
| 18 | Claire Emslie    | 08.03.1994     | 2013  | Manchester City WFC     | 021                | 03                    | 28.05.2019      | 2       | 1       |             |                 |            |         |
| 11 | Lisa Evans       | 21.05.1992     | 2011  | Arsenal WFC             | 078                | 17                    | 28.05.2019      | 3       |         |             |                 |            |         |
| 13 | Jane Ross        | 18.09.1989     | 2009  | West Ham United WFC     | 127                | 58                    | 28.05.2019      | 1       |         |             |                 |            |         |
| Trainerstab |                  |                |       |                         |                    |                       |                 |         |         |             |                 |            |         |
| Coach | Shelley Kerr     | 15.10.1969     | 2017  | SFA                     | 59 ****            | 3 ****                |                 | 3       |         |             |                 |            |         |
| Anmerkungen: * Nummern gemäß Kaderliste der FIFA ** Stand: Mai 2019 *** Stand: 28. Mai 2019 **** Als Spielerin für Schottland |                  |                |       |                         |                    |                       |                 |         |         |             |                 |            |         |

## Auslosung
Für die am 8. Dezember 2018 stattgefundene Auslosung der WM-Gruppen war Schottland aufgrund der Platzierung in der FIFA-Weltrangliste vom 7. Dezember 2018 Topf 2 zugeteilt. Die Mannschaft konnte somit in den Gruppenspielen auf Weltmeister USA, Deutschland, Nachbar England oder Gastgeber Frankreich treffen. Zugelost wurden die Schottinnen wie bei der ersten EM-Teilnahme ihren südlichen Nachbarinnen, zudem Argentinien und Ex-Weltmeister Japan.
England ist mit 25 Begegnungen häufigster Gegner der schottischen Mannschaft, bisher gab es aber nur zwei Siege und ein Remis bei 22 Niederlagen, zuletzt im ersten EM-Spiel mit 0:6. Gegen Japan gab es erst zwei Spiele, die beide auf neutralem Platz verloren wurden (0:4 und 0:2). Gegen die Südamerikanerinnen haben die Schottinnen noch nie gespielt.

## Gruppenspiele
| Pl. | Land        | Sp. | S | U | N | Tore    | Diff. | Punkte |
| --- | ----------- | --- | - | - | - | ------- | ----- | ------ |
| 1.  | England     | 3   | 3 | 0 | 0 | 005:100 | +4    | 09     |
| 2.  | Japan       | 3   | 1 | 1 | 1 | 002:300 | −1    | 04     |
| 3.  | Argentinien | 3   | 0 | 2 | 1 | 003:400 | −1    | 02     |
| 4.  | Schottland  | 3   | 0 | 1 | 2 | 005:700 | −2    | 01     |

| So., 9. Juni 2019 in Nizza   |   |             |           |
| England                      | – | Schottland  | 2:1 (2:0) |
| Fr., 14. Juni 2019 in Rennes |   |             |           |
| Japan                        | – | Schottland  | 2:1 (2:0) |
| Mi., 19. Juni 2019 in Paris  |   |             |           |
| Schottland                   | – | Argentinien | 3:3 (1:0) |

## Auszeichnungen
- Erin Cuthbert: Spielerin des Spiels gegen Argentinien